# Abbaye d'Oberalteich
L’abbaye d'Oberalteich est une ancienne abbaye bénédictine à Oberalteich.

## Histoire
L'abbaye est fondée vers 1100 par le comte Friedrich von Bogen, qui est également Domvogt de Ratisbonne. Le premier abbé, Egino, comme ses successeurs, vient du monastère voisin de Niederaltaich jusqu'en 1170; comme cette abbaye, Oberaltaich est influencée par la réforme de Gorze (de). Le jeune monastère est exploité financièrement par les comtes de Bogen (de), qui règnent jusqu'en 1242. Ce n'est que lorsque les Wittelsbach reprennent le bailliage après la mort du comte von Bogen que le monastère sous l'abbé Poppo (1260–1282) connaît le premier apogée de la vie monastique et de l'activité scientifique.
Après un incendie important en 1245, les abbés Heimo (1247–1252) et Purchard (1256–1260) renouvellent le complexe monastique. Le monastère est fortifié sous l'abbé Friedrich II (1346-1358). À l'époque de l'abbé Johann II Asperger (1438-1463), l'église est redessinée. Ce complexe monastique médiéval n'est renouvelé que sous l'abbé Veit Höser (de) (1604-1634). Le complexe est entièrement repensé en style baroque sous les abbés Roman Denis (1682-1695), Benedikt Resch (1695-1704) et Ignatz Scherlin (1704-1721). Y participe notamment le peintre Joseph Anton Merz (de).
L'abbaye est dissoute en 1803 au cours de la sécularisation. Les bâtiments du monastère sont vendus. Un presbytère et un appartement supplémentaire pour un journalier sont installés dans le bâtiment du couvent. En 1847, les monuments funéraires historiques sont amenés à Vilshofen et sont utilisés pour construire un barrage.

## Liste des abbés
- Egino, vers 1080–1105, de l'abbaye de Niederaltaich
- Ruothard, vers 1106–1114, de l'abbaye de Niederaltaich
- Ludger, vers 1115–1137, de l'abbaye de Niederaltaich
- Luitpold Ier, vers 1138–1148, de l'abbaye de Niederaltaich
- Dietrich, vers 1160–1180, de l'abbaye de Niederaltaich
- Konrad Ier Gwaerler, vers 1180–1184
- Wolfram, vers 1184–1194
- Friedrich Ier, 1194–1195
- Gotpold, 1195–1213
- Luitpold II, 1213–1215
- Konrad II Rufus 1215–1223
- Ulrich Ier, 1224–1231
- Ernst, 1231–1234
- Ulrich II, 1234–1240
- Ulrich III, 1240–1247
- Heimo, 1247–1252
- Purchard, 1256–1260
- Poppo, 1260–1282
- Konrad III Piper, 1282–1297 : sur suggestion du prieur Albert von Haigeloch, construction d'une léproserie
- Konrad IV, 1297–1311
- Heinrich Ier von Geiersthal, 1311–1316
- Heinrich II Stubhan, 1316–1329
- Ulrich IV, 1330–1338
- Wolfgang, 1338–1346 : en 1340 achèvement du détournement du Danube vers le monastère suggéré par l'empereur Louis IV
- Friedrich II, 1346–1358 : Fortification du monastère avec remparts et douves
- Lautwin, 1358–1362
- Ruger, 1362–1366
- Eberwin, 1366–1379
- Peter Ursenbeck, 1379–1403 : réhabilitation économique du monastère
- Gallus, 1403–1405
- Johann Ier Vogel, 1405–1423
- Jakob Glettner, 1423–1438 : reçoit en 1431 du pape Eugène IV le droit d'utiliser les pontificaux pour lui-même et ses successeurs
- Johann II Asperger, 1438–1463 : Rénovation des bâtiments et de l'église du monastère
- Benedikt Ier Behaim, 1463–1476
- Johann III Irlbeck, 1476–1481
- Raphael Neupöck, 1482–1483
- Christian Tesenbacher, 1483–1502, de l'abbaye de Tegernsee : renouvelle la vie spirituelle à Oberaltaich, à Metten, Weltenburg et Prüfening
- Georg Ier Dunspir, 1502–1519
- Georg II Perkhamer, 1519–1521
- Gregor Pauer, 1521–1527
- Bernhard Maier, 1527–1541
- Andreas Wild, 1541–1551
- Sebastian Hofmann, 1551–1564 : déclin spirituel et économique croissant du monastère, qui, cependant, avait déjà commencé dans les décennies précédentes
- Wolfgang Pogner, 1564
- Johann Baptist Lochner, 1565–1593
- Christof Glöckler, 1593–1614 : nommé par le duc Albert V de Bavière pour améliorer les conditions économiques et religieuses dans le monastère ; mais il est plus intéressé par la réhabilitation de la situation financière du monastère que par le renouvellement de la vie monastique.
- Vitus Höser (de), 1614–1634 : réforme fondamentale de la vie monastique, nouvelle construction du monastère et de l'église dans le style Renaissance (1622–1629 ; d'après la conception de l'abbé Vitus)
- Hieronymus Gazin, 1634–1674 : en 1661 réinstallation de l'abbaye de Michelfeld dans le Haut-Palatinat, qui fut dissous au cours de la Réforme.
- Dominikus Ier Cäsar, 1674–1681
- Roman Denis, 1681–1695 : en 1687 jonction de l'abbaye à la Congrégation bénédictine de Bavière.
- Benedikt III Resch, 1695–1704
- Ignaz Scherlin, 1704–1721
- Dominikus II Perger, 1721–1757 : Refonte de l'église et grande célébration laïque en 1731 pour commémorer la légendaire première fondation du monastère en 731.
- Johann Evangelist Schifferl (de), 1758–1771
- Joseph Maria Hiendl (de), 1772–1796
- Beda Aschenbrenner (de), 1796–1803

## Moines célèbres
- Hermann Scholliner (de) (1722–1795), historien et théologien
- Bernhard Stöger (de) (1757–1815), théologien, philosophe et pédagogue
- Dominicus Gollowitz (de) (1761–1809), théologien

## Église

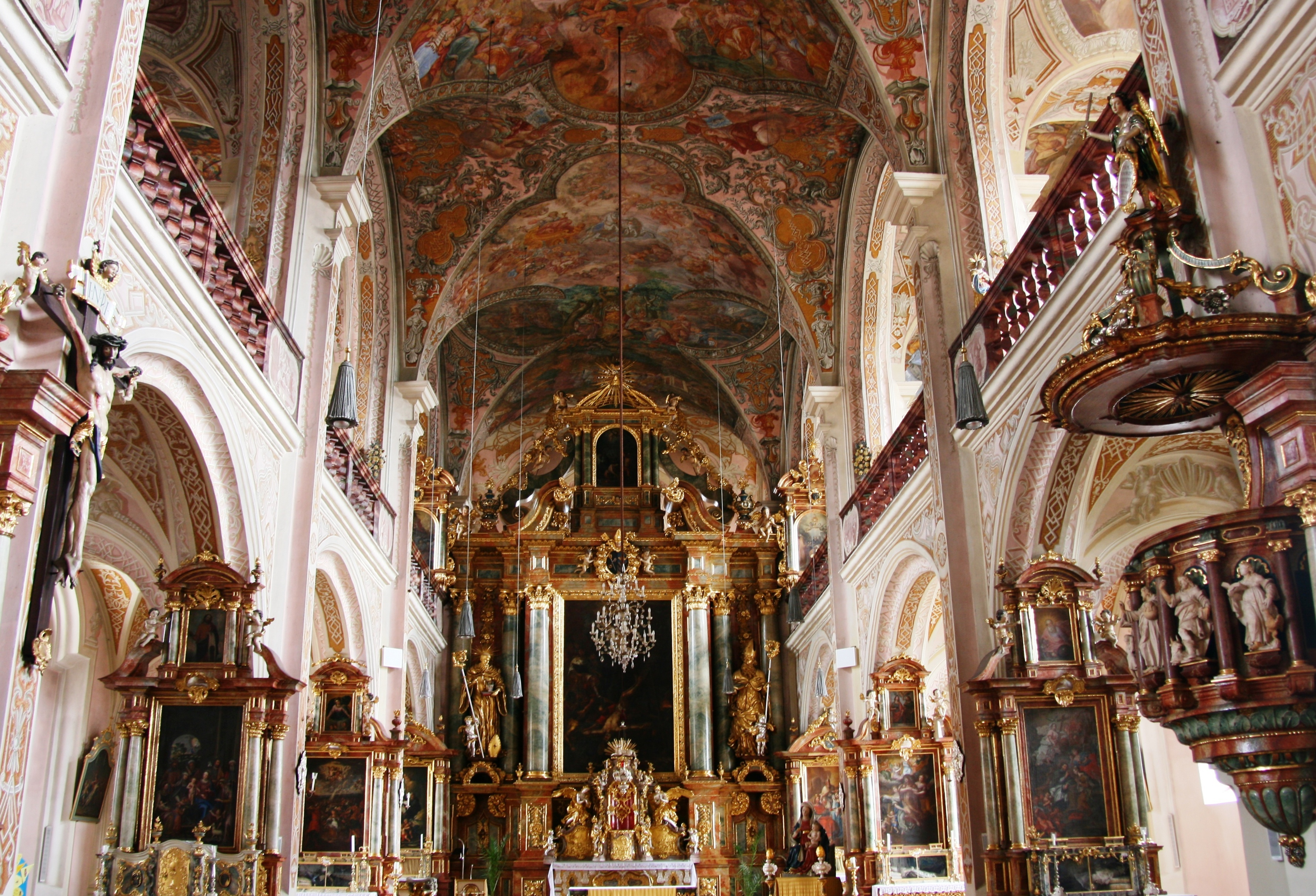
Intérieur de l'église

L'église abbatiale est reconstruite de 1622 à 1630 selon les plans de l'abbé Vitus Höser. L'intérieur riche d'aujourd'hui est construit de la fin XVIIe siècle à la fin XVIIIe siècle. Seul le vestibule possède encore le stuc d'origine de la construction de l'église. Le maître-autel baroque date de 1693. Les autels latéraux des piliers libres de la nef centrale (enlevés sur les galeries après la sécularisation) datent de la même période. À l'occasion du millénaire de la légendaire première fondation du monastère en 731, l'intérieur est entièrement repensé. Au lieu du stuc et des fresques d'origine, un vaste cycle de fresques est créé. Joseph Anton Merz (de) peint les fresques selon un programme détaillé de l'abbé Dominikus Perger. Elles décrivent la prétendue première fondation et le rétablissement de l'abbaye d'Oberalteich, ses réalisations dans le domaine de l'art et de la science ainsi que ses mérites dans la recatholicisation du Haut-Palatinat au XVIIe siècle. De plus, les chapelles latérales ont de nouveaux autels.
L'église abbatiale devient une église paroissiale en 1803.